# Tuur Florizoone
Tuur Florizoone (25 november 1978) is een Belgisch componist, accordeonist en pianist die 2005 afstudeerde in de richting jazz en lichte muziek aan het Hogeschool Gent Conservatorium.
Florizoone is de componist van de soundtracks bij de langspeelfilms Aanrijding in Moscou en Brasserie Romantiek. In 2008 won hij de publieksprijs op World Soundtrack Awards voor de soundtrack van Aanrijding in Moscou. De soundtrack werd tevens genomineerd voor de Prijs van Beste Muziek bij de Europese Filmprijzen.
Florizoone speelt in een aantal verschillende bands en runt tevens zijn eigen platenlabel Aventura Musica.

## Verschillende bands
Tricycle is een band die jazz met wereldmuziek vermengt. De band ontstond toen Florizoone, Philippe Laloy en Vincent Noiret elkaar ontmoetten als begeleidingsband voor een circusvoorstelling in Duitsland. Het trio bracht drie albums uit.
Massot/Florizoone/Horbaczewski is een trio dat werd opgericht in 2009 met naast Florioone ook Michel Massot (tuba, eufonium en trombone) en Marine Horbaczewski (cello). Het trio speelt een mix tussen kamermuziek, jazz en folk.  In 2014 speelde het trio met de Amerikaanse operazangeres Claron McFadden de voorstelling 'Secrets', die werd opgebouwd op basis van anonieme getuigenissen uit het publiek met grote en kleine geheimen, die vervolgens door de band vertaald werden naar de gepaste muziek.
MixTuur, een band met 12 Afrikaanse en Belgische muzikanten, vertolkt het verhaal van de bastaardkinderen in Belgisch-Congo (die meestal ter adoptie werden afgestaan). Mixtuur brengt polyritmisch slagwerk en meerstemmige Congolese zang, gemengd met klassieke instrumenten als cello en contrabas, en uiteraard Forizoone's accordeon.
Oliver's Cinema is een akoestisch trio, met naast Florizoone de trompettist Eric Vloeimans en cellist Jörg Brinkmann. Oliver's cinema is een anagram van Vloeimans' naam.
Florizoone speelde in 2012 een concert met onder meer Didier Laloy in de Opéra Royal de Wallonie. Beide muzikanten bleven nadien samenspelen en brachten hetzelfde jaar het album Laloy & Florizoone uit. Het album werd genomineerd voor de Octaves de la musique 2013 in de categorie wereldmuziek.

## Trivia
Florizoone speelde een jaar in de rubriek Het Weeklied in het televisieprogramma Man Bijt Hond.
Ten voordele van het Psychiatrisch Ziekenhuis Sint-Annendael in Diest maakte hij met Clara Cleymans het nummer Josefien.

## Discografie
- Didier Laloy & Tuur Florizoone - idem (2012 Aventura Musica)
- Mixtuur (2011 De Werf)

Met Tricycle:
- Orange for tea (2004)
- King size (2006)
- Queskia? (2011)

Met Massot - Florizoone - Horbaczewski
- Cinema Novo (2008)
- Balades Ephémères (2013)

Met Oliver's Cinema
- Oliver's cinema (2013)
- Act 2 (2015)

Filmmuziek:
- Brasserie Romantiek (2013)
- Aanrijding in Moscou (2008)

Zingen voor een Betere Wereld
- 2017, 'Time2save', boek + cd van Patrick Retour (zingen voor de aarde en de natuur)
- 2019, 'Time2share', boek + cd van Patrick Retour (zingen tegen onrecht en ongelijkheid)